# A EXHIBITO – Associação Lusa de Galeristas
EXHIBITIO – Associação Lusa de Galeristas é uma associação portuguesa de galerias de arte contemporânea. Foi fundada em março de 2019 e tem como associadas algumas das mais consagradas galerias de arte contemporânea de Portugal, como a Cristina Guerra, a Pedro Oliveira, a São Mamede e a Filomena Soares, assim como a nova geração de novas galerias portuguesas, como a 3+1, a Kubik, a Balcony, a Lehman+Silva, a UMA LULIK, a NO·NO Gallery ou a Galeria Madragoa. É Membro da FEAGA - Federation of European Art Galleries Association, a associação europeia de galerias de arte. A Associação teve um papel particularmente interventivo logo após a sua fundação na resposta à Pandemia de COVID-19, em defesa dos artistas visuais e dos profissionais da arte contemporânea em Portugal, endo tido um papel preponderante no desenho do Garantir Cultura, um apoio universal que visou mitigar os impactos da pandemia no sector.